# Phosphocréatine
La phosphocréatine ou phosphate de créatine est une molécule de créatine phosphorylée riche en énergie. Elle est utilisée dans les muscles pour régénérer l'ATP au départ de l'ADP lors des 2 à 5 secondes qui suivent un effort intense.
Sa concentration est d'environ 20 mmol·kg-1 de muscles.
Sa découverte est due à Grace Palmer et Philip Eggleton et la compréhension de son rôle dans les cellules à David Nachmansohn.